# Alexteroon hypsiphonus
Az Alexteroon hypsiphonus  a kétéltűek (Amphibia) osztályába, a békák (Anura) rendjébe és a mászóbékafélék (Hyperoliidae) családjába tartozó faj.

## Rendszerezése
A fajt Jean-Louis Amiet francia természettudós írta le 2000-ben.

## Előfordulása
Nyugat-Afrikában, Kamerun, a Kongói Köztársaság és Gabon területén honos.

## Megjelenése
Testhossza 24-28 milliméter.

## További információ
- Képek a fajról[halott link]